# Sergueï Kouralenko
Sergueï Vassilievitch Kouralenko (Сергей Васильевич Кураленко), né le 21 décembre 1961 à Rathenow en République démocratique allemande, est un officier supérieur russe. Chef de la direction générale de la police militaire russe depuis 2020 et colonel-général depuis 2019. Il a servi au Caucase du Nord, en Syrie et en Irak.

## Biographie
Il naît en RDA dans la famille d'un militaire soviétique. Il est diplômé en 1979 de l'École militaire Souvorov d'Oussouriïsk et de 1979 à 1983 il est cadet à l'École supérieure de commandement des chars de la Garde de Kharkov. Après avoir obtenu son diplôme, il sert dans le GSVG en tant que commandant de peloton de chars, commandant adjoint d'une compagnie de chars et commandant d'une compagnie de chars. De 1988 à 1992, il commande une compagnie de chars, puis est commandant adjoint d'un bataillon de chars et commandant d'un bataillon de chars de la 14e armée interarmes de la Garde du district militaire d'Odessa.
De 1992 à 1995, il étudie à l'Académie militaire des forces blindées Malinovsky. De 2002 à décembre 2003, Sergueï Kouralenko commande la 131e brigade de fusiliers motorisés de Krasnodar (district militaire du Caucase du Nord) et il est en même temps chef de la garnison de Maïkop. De septembre 2002 à 2003, il est commandant militaire du raïon administratif de la République de Tchétchénie. En décembre 2003, il est nommé major-général.
Il termine en 2006 l'Académie militaire de l'État-major général des forces armées de la fédération de Russie.
De juillet 2006 à juin 2009, il commande la 4e division des chars de la Garde (district militaire ouest). De juin 2009 à janvier 2011, il est chef de l'état-major de la 5e armée interarmes (district militaire est), ensuite il est jusqu'au 20 mai 2012 commandant de la 49e armée interarmes (district militaire sud).

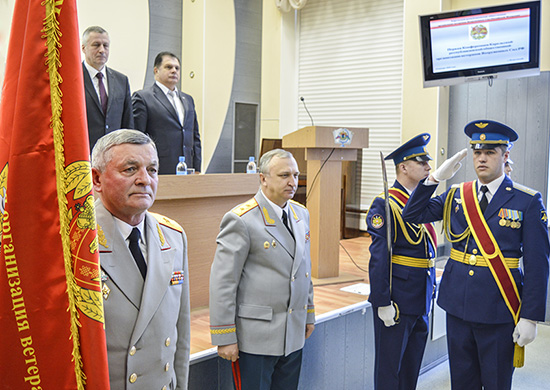
Commandant adjoint du district militaire ouest, le lieutenant-général S.V. Kouralenko (au centre), le 23 janvier 2016.

De mai 2012 à mai 2013, le général Kouralenko tient la chaire d'art militaire à l'Académie militaire de l'État-major général des forces armées de la fédération de Russie. Ensuite, jusqu'en décembre 2015, il commande la 6e armée interarmes (district militaire ouest). Il est nommé lieutenant-général le 13 décembre 2014.
En décembre 2015, il représente la fédération de Russie au Centre international d'information de Bagdad (Irak). Il est nommé le 19 décembre 2015 commandant adjoint des forces du district militaire ouest.
Après l'ouverture par la Russie, le 23 février 2016, du Centre de coordination de la réconciliation en République arabe syrienne (situé à la base militaire russe de Khmeïmim près de Lattaquié en Syrie), il dirige ce centre jusqu'en mai 2016.
Du 16 septembre 2016 à novembre 2017, il est chef de l'Académie militaire de l'État-major général des forces armées de la fédération de Russie. De 2017 à 2019, il est commandant adjoint des troupes d'infanterie de la fédération de Russie, auprès de la force de maintien de la paix des Nations unies.
D'août à septembre 2017, il est commandant adjoint des forces russes dans le cadre de l'intervention militaire de la Russie en Syrie et de septembre à octobre 2018, il en est commandant.
D'avril 2019 à février 2020, le général Kouralenko est chef d'état-major et premier commandant adjoint du district militaire est.
Il est nommé le 12 décembre 2019 colonel-général. Il est nommé par décret du président de la fédération de Russie n° 146 du 21 février 2020 chef de la Direction générale de la police militaire, succédant au général Vladimir Ivanovski.
Il est membre du comité de rédaction de la revue Pensée militaire («Военная мысль»).
Il est marié et père de deux filles.